# Brandan Wright
Pour les articles homonymes, voir Wright.
Brandan Wright, né le 5 octobre 1987 à Nashville (Tennessee), est un joueur américain de basket-ball évoluant au poste d'ailier fort.

## Biographie

### Carrière universitaire
Évoluant au poste d'ailier fort, Wright joue au niveau lycée pour la Brentwood Academy à Brentwood (Tennessee). Son équipe remporte le titre de l'État du Tennessee quatre années consécutives et Wright remporte de nombreuses récompenses.
Wright joue depuis la saison 2006-2007 pour les Tar Heels, l'équipe universitaire de l'Université de Caroline du Nord en Division I du championnat de basket-ball masculin de la NCAA, dans la conférence Atlantic Coast (ACC).
En 37 rencontres de championnat pour les Tar Heels, Wright bloque 1,8 tir par match, marque 14,7 points et prend 6,2 rebonds. Pendant ses dix-huit premières rencontres avec les Tar Heels, il marque au moins dix points et devient le deuxième « freshman » à réussir cet exploit en 20 ans depuis Rashad McCants qui avait marqué plus de dix points lors de ses 20 premières rencontres pendant la saison 2002-03.
Le 6 mars 2007, Wright est élu meilleur joueur universitaire de basket-ball de première année (freshman) de la conférence ACC avec 49 voix sur 99, devant Javaris Crittenton et Brandon Costner. Il est aussi nommé meilleur joueur du tournoi de la conférence ACC et est choisi unanimement dans l'équipe des meilleurs joueurs de première année de la conférence.
Son envergure et son potentiel pour le contre sont mis en avant par des « scouts », ainsi que sa maturité sur le terrain, sa fiabilité au tir et son efficacité en attaque dans la raquette. Ses principales faiblesses étant son manque de muscles pour son poste, d'adresse au lancer franc et au tir extérieur,.

### Carrière professionnelle

#### Warriors de Golden State (2007-Fév. 2011)
Il est choisi par les Bobcats de Charlotte en huitième choix de la draft 2007 de la NBA qui se tient au Madison Square Garden à New York le 28 juin de la même année. Il est immédiatement transféré aux Warriors de Golden State en échange notamment d'une des stars de l'équipe d'Oakland, Jason Richardson.

#### Nets du New Jersey (2011)
Le 9 février 2011, il est envoyé aux Nets du New Jersey avec Dan Gadzuric contre Troy Murphy et un second tour de draft.

#### Mavericks de Dallas (Déc. 2011-Déc. 2014)
Le 9 décembre 2011, il signe un contrat avec les Mavericks de Dallas.
Le 25 juillet 2013, il resigne avec l'équipe texane.

#### Celtics de Boston (Déc. 2014-Jan. 2015)
Le 18 décembre 2014, il fait partie d'un transfert qui voit Rajon Rondo et Dwight Powell arriver aux Mavericks de Dallas et l'envoie rejoindre les Celtics de Boston en compagnie de Jameer Nelson, Jae Crowder, un premier et un second tour de draft.

#### Suns de Phoenix (2015)
Le 9 janvier 2015, il fait partie d'un transfert qui l'envoie chez les Suns de Phoenix contre un premier tour de draft protégé (en provenance de Minnesota).

#### Grizzlies de Memphis (depuis 2015)
Le 2 juillet 2015, devenu agent libre, il signe un contrat avec les Grizzlies de Memphis s'élevant à 18 000 000 $ de dollars sur 3 ans. Il se blesse au genou le 7 novembre 2015 et ne joue que cinq matches cette saison 2015-2016. Le 10 février 2018, il est licencié par les Grizzlies.

#### Rockets de Houston (2018)
Le 12 février 2018, il signe avec les Rockets de Houston. Le 23 mars 2018, il est licencié par la franchise texane.

## Clubs successifs
- 2007-2011 :  Warriors de Golden State
- 2011 :  Nets de New Jersey
- 2011-2015 :  Mavericks de Dallas
- 2015 :  Celtics de Boston
- 2015 :  Suns de Phoenix
- 2015-2018 :  Grizzlies de Memphis
- 2018 :  Rockets de Houston

## Records sur une rencontre en NBA
Les records personnels de Brandan Wright en NBA sont les suivants, :
| Type de statistique        | Saison régulière | Saison régulière                | Saison régulière | Playoffs | Playoffs               | Playoffs      |
| Type de statistique        | Record           | Adversaire                      | Date             | Record   | Adversaire             | Date          |
| -------------------------- | ---------------- | ------------------------------- | ---------------- | -------- | ---------------------- | ------------- |
| Points                     | 25               | 76ers de Philadelphie           | 20 mars 2009     | 11       | @ Spurs de San Antonio | 20 avril 2014 |
| Paniers marqués            | 11               | Celtics de Boston               | 22 mars 2013     | 4        | @ Spurs de San Antonio | 20 avril 2014 |
| Paniers tentés             | 16               | Celtics de Boston               | 22 mars 2013     | 5        | @ Spurs de San Antonio | 20 avril 2014 |
| Paniers à 3 points réussis | -                | -                               | -                | -        | -                      | -             |
| Paniers à 3 points tentés  | 1                | 12 fois                         | 12 fois          | -        | -                      | -             |
| Lancers francs réussis     | 6                | 3 fois                          | 3 fois           | 3        | @ Spurs de San Antonio | 20 avril 2014 |
| Lancers francs tentés      | 8                | 2 fois                          | 2 fois           | 5        | @ Spurs de San Antonio | 20 avril 2014 |
| Rebonds offensifs          | 6                | 3 fois                          | 3 fois           | 2        | 2 fois                 | 2 fois        |
| Rebonds défensifs          | 8                | 2 fois                          | 2 fois           | 3        | @ Spurs de San Antonio | 30 avril 2014 |
| Rebonds totaux             | 13               | 2 fois                          | 2 fois           | 5        | @ Spurs de San Antonio | 30 avril 2014 |
| Passes décisives           | 4                | 2 fois                          | 2 fois           | 3        | 2 fois                 | 2 fois        |
| Interceptions              | 4                | Bucks de Milwaukee              | 7 décembre 2014  | 2        | @ Spurs de San Antonio | 20 avril 2014 |
| Contres                    | 7                | 2 fois                          | 2 fois           | 4        | @ Spurs de San Antonio | 30 avril 2014 |
| Balles perdues             | 3                | 12 fois                         | 12 fois          | 2        | @ Spurs de San Antonio | 20 avril 2014 |
| Minutes jouées             | 38               | Pelicans de La Nouvelle-Orléans | 19 mars 2015     | 26       | @ Spurs de San Antonio | 20 avril 2014 |

- Double-double : 9
- Triple-double : 0

## Salaires
| Année       | Équipe              | Salaire      |
| ----------- | ------------------- | ------------ |
| 2007-2008   | Warriors            | 2 323 080 $  |
| 2008-2009   | Warriors            | 2 497 320 $  |
| 2009-2010   | Warriors            | 2 671 440 $  |
| 2010-2011   | Nets                | 3 398 072 $  |
| 2013-2014   | Mavericks de Dallas | 5 000 000 $  |
| Total Gains | Total Gains         | 15 889 912 $ |
| 2014-2015   | Celtics de Boston   | 5 000 000 $  |